# Chris Boardman

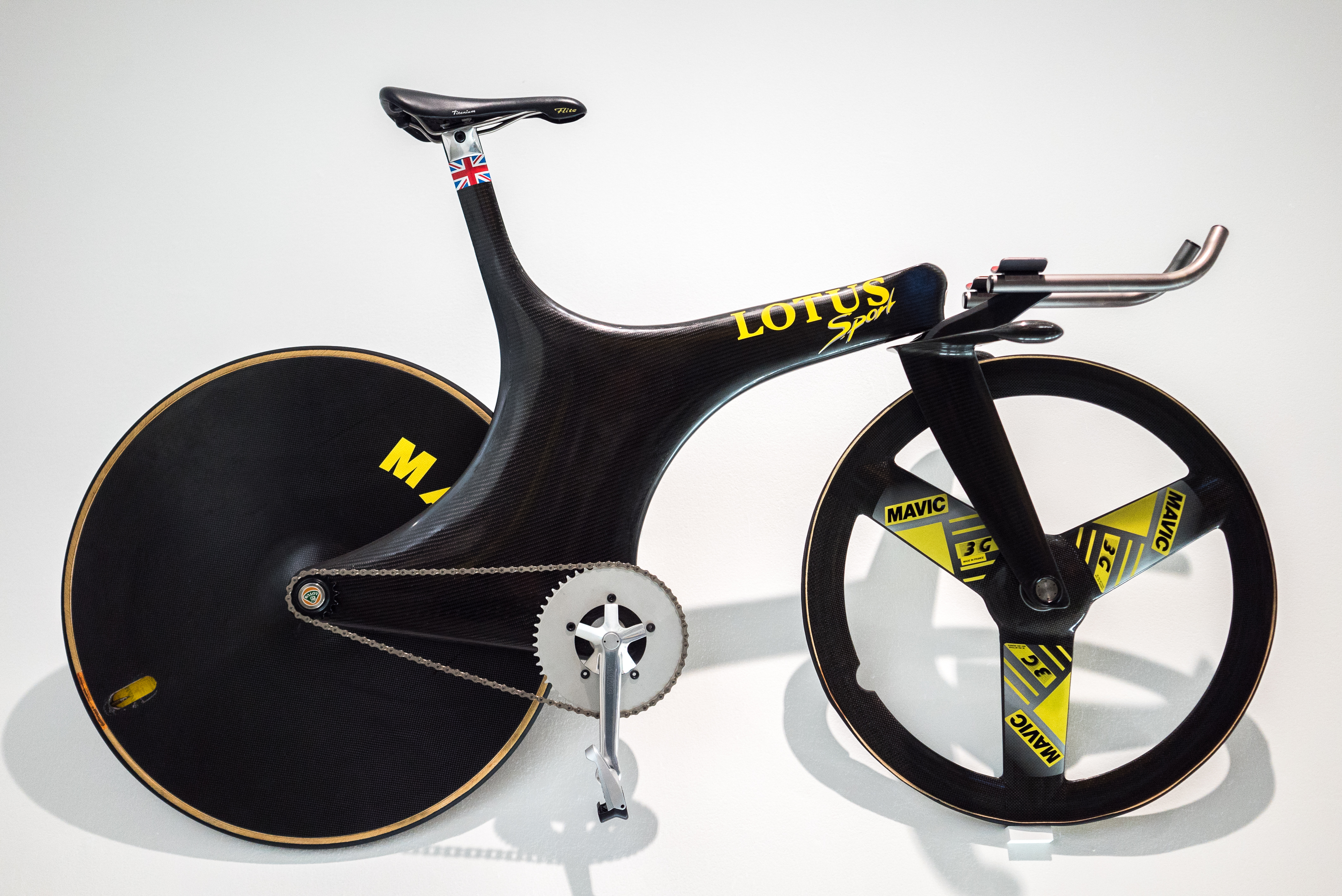
Chris Boardmans cykel från herrarnas tempolopp i Atlanta 1992.

Christopher Miles Boardman, född den 26 augusti 1968 i Hoylake, Storbritannien, är en brittisk tävlingscyklist som tog OS-guld i förföljelse i bancyklingen vid olympiska sommarspelen 1992 i Barcelona och brons i tempoloppet i landsvägscykling vid olympiska sommarspelen 1996 i Atlanta. 
Boardman vann tre etapper och bar den gula tröjan vid tre tillfällen i Tour de France. Boardmans smeknamn är "The Professor", för hans noggrannhet på detaljer och i förberedelser, träning och tekniska kunnande. Boardman är också känd för att ha använt Lotus 108-tidskörningscykeln designad av Mike Burrows och byggd av sportbilstillverkaren Lotus. 